# Bibliothekskatze

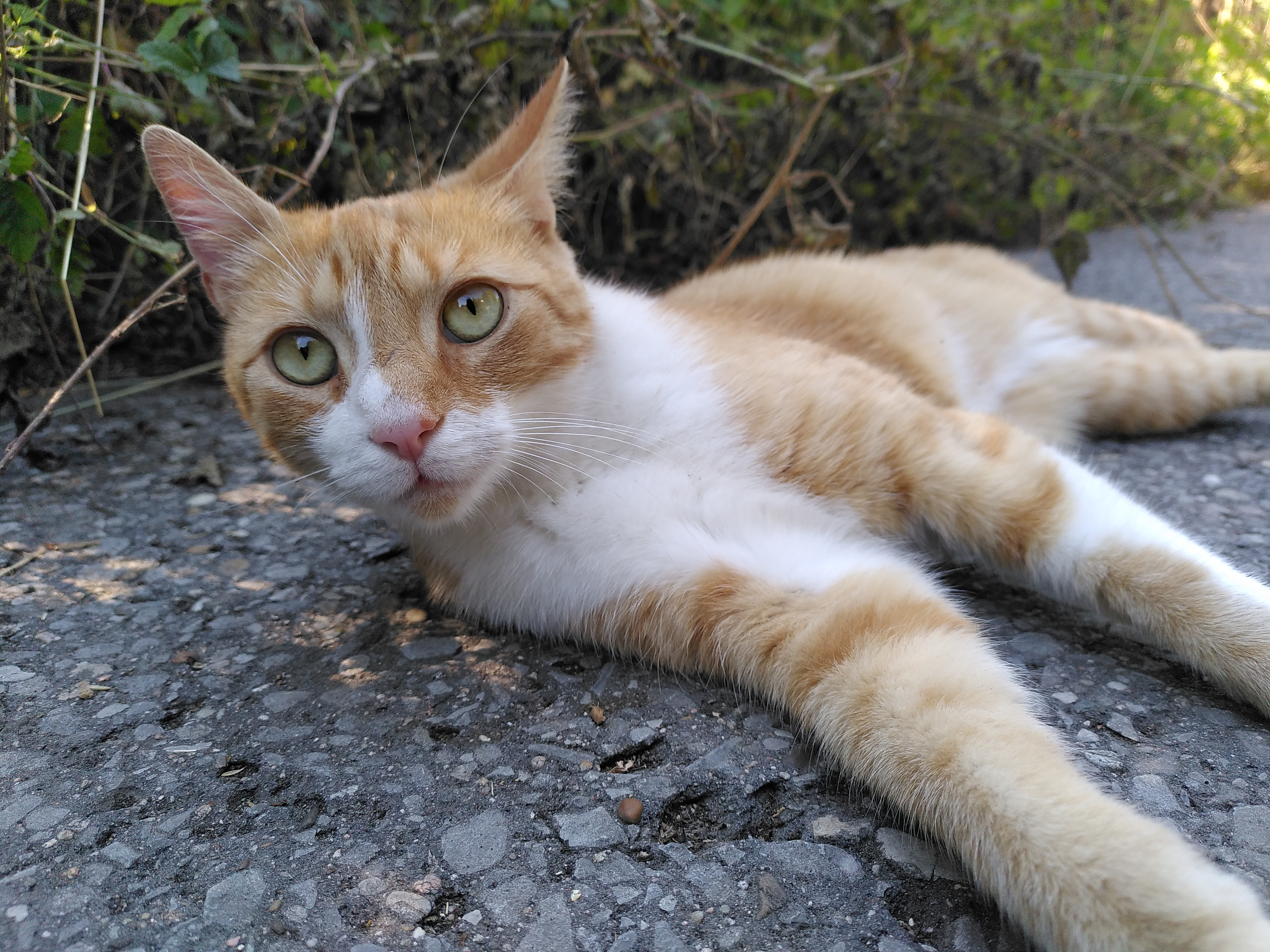
Gingerboi auf dem Campus des DLA Marbach

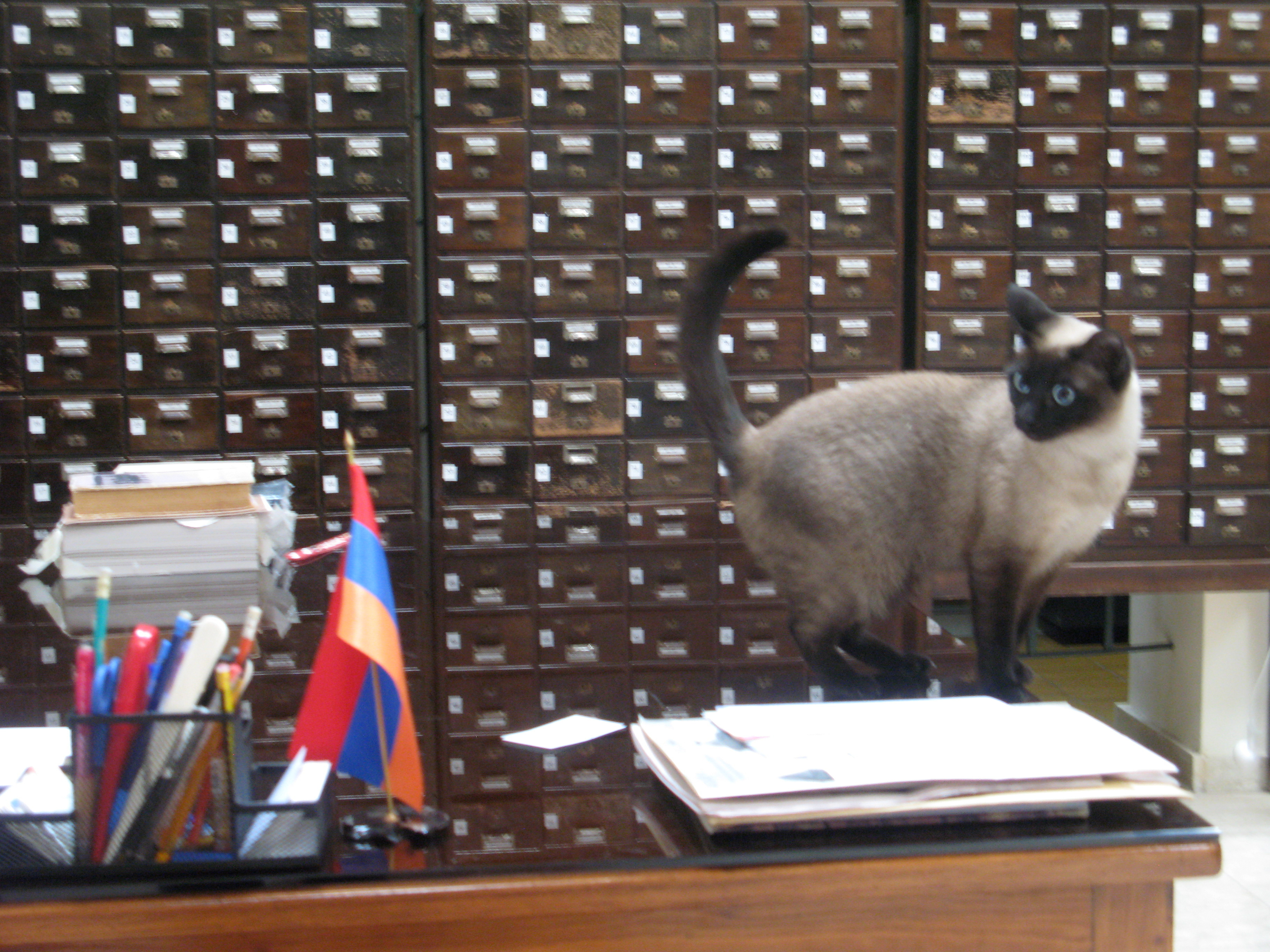
Die Bibliothekskatze „Israel“ der Ost-Jerusalemer Gulbenkian-Bibliothek

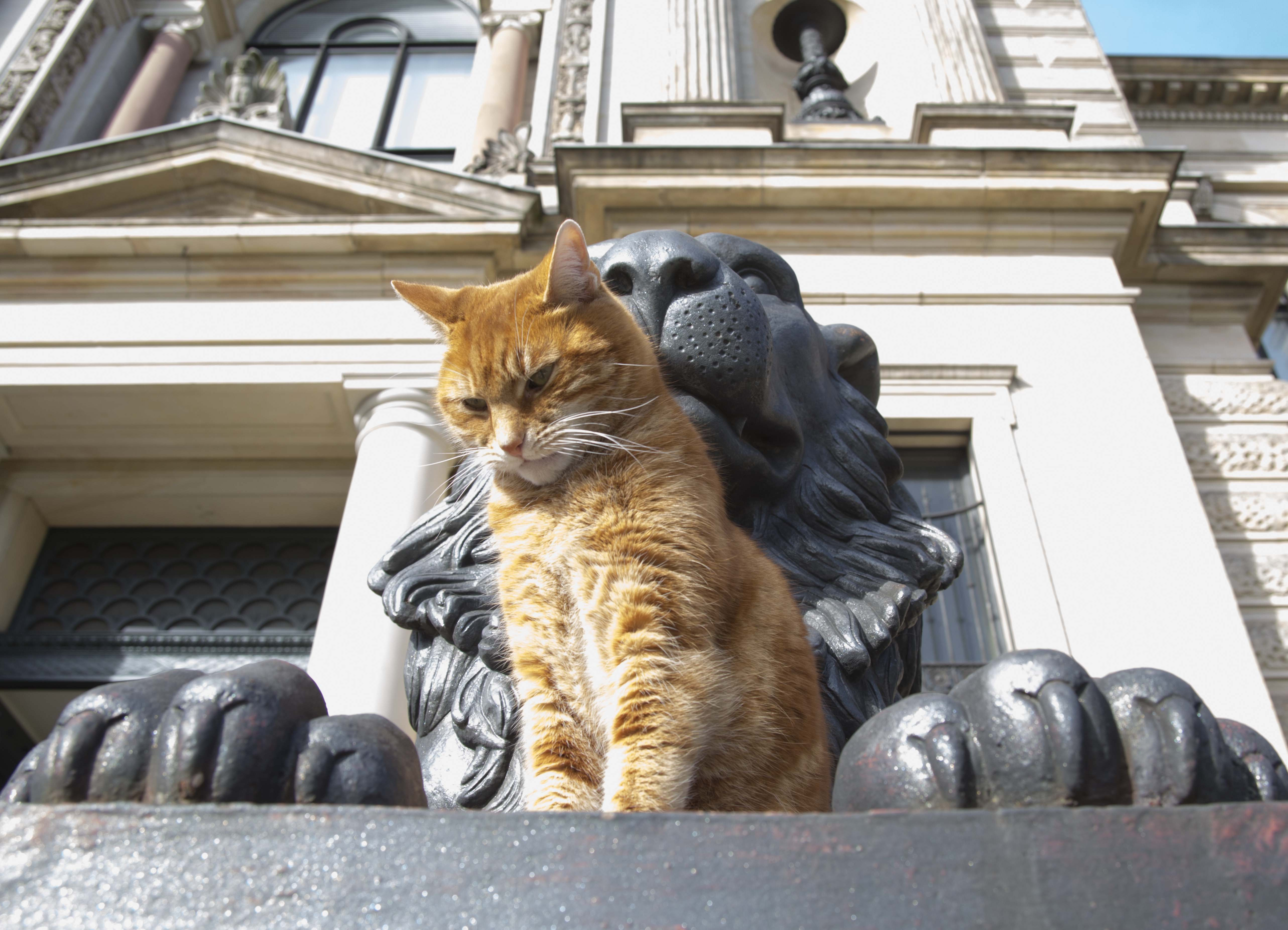
Der Bibliothekskater „Linus“ der Herzog August Bibliothek in Wolfenbüttel

Bibliothekskatzen sind Hauskatzen, die in öffentlichen Bibliotheken leben.

## Geschichte
Die Geschichte der Bibliothekskatze ist mehrere Jahrhunderte lang. Im Mittelalter sollten sie in Klöstern kleine Nagetiere wie Mäuse und Ratten fangen, die Manuskripte zerstörten. Für das Archiv des Dogenpalastes in Venedig wurden einst Katzen aus Syrien und Ägypten mit dem Schiff gebracht, um gegen die Ratten vorzugehen. Auch im 18. Jahrhundert in Russland wie auch im 19. Jahrhundert in England wurden aus diesem Grund Katzen in Bibliotheken und an Höfen gehalten. In den USA gibt es mittlerweile auch in Buchhandlungen Katzen.

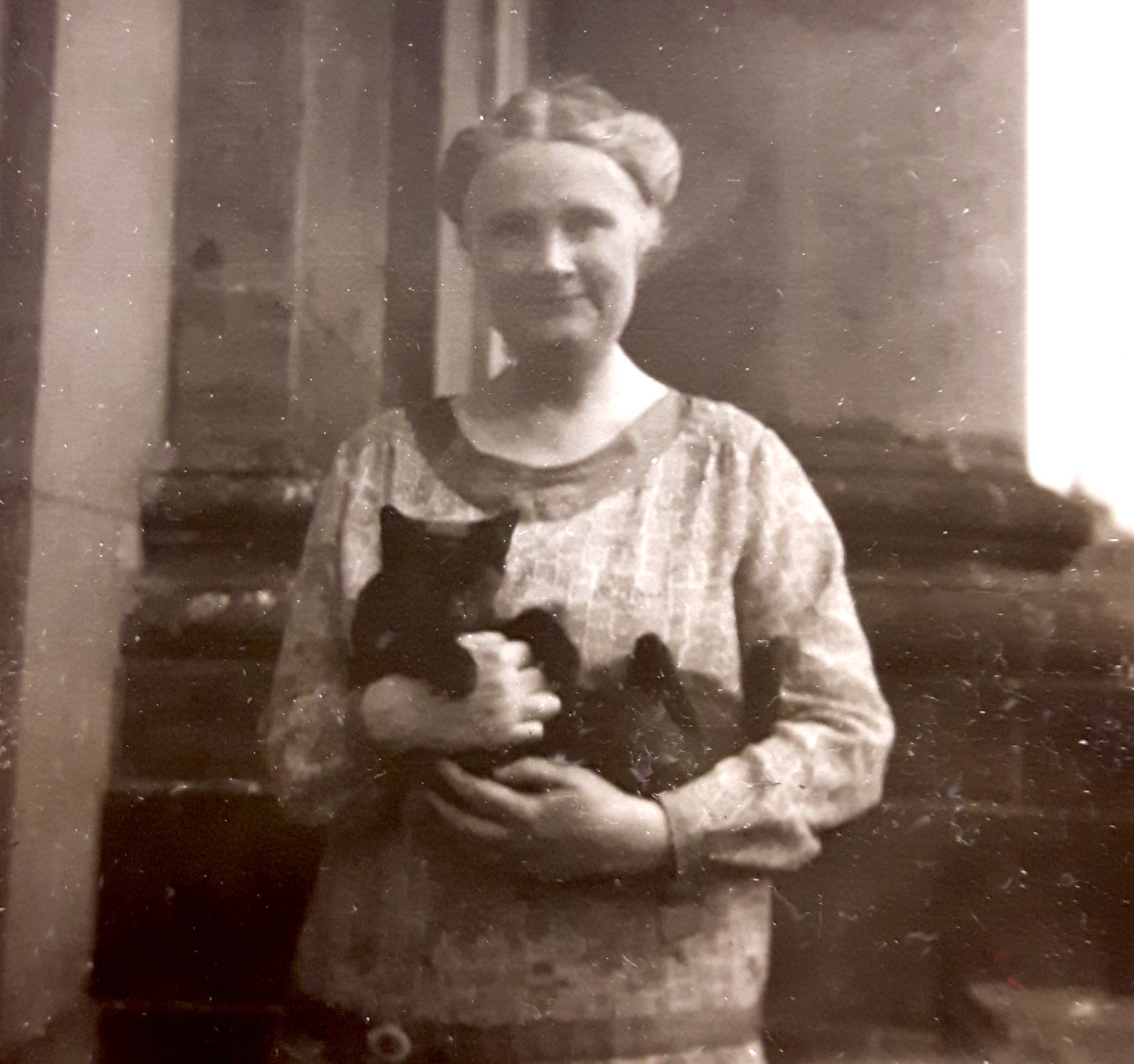
Bibliothekarin Dorothee von Watzdorf mit der Bibliothekskatze der Sächsischen Landesbibliothek vor dem Japanischen Palais in Dresden, Mitte der 1920er Jahre

Im Jahr 1987 wurde die Library Cat Society gegründet, in der sich Bibliotheken mit Bibliothekskatzen vernetzen. Weltweit gibt es schätzungsweise mehrere hundert Bibliothekskatzen. Um das Jahr 2008 wurden weltweit ca. 700 registriert, von denen allerdings fast 400 bereits tot waren. Die Zahl der aktiven Bibliothekskatzen wurde 2007 mit rund 275 beziffert – worunter allerdings auch 31 Statuen, vier virtuelle Bibliothekskatzen, eine Geisterkatze und vier ausgestopfte Großkatzen wie Löwen und Tiger fallen. Damit verbleiben 235 lebendige Bibliothekskatzen, davon neun in Europa.

## Vor- und Nachteile
Katzen eignen sich als Bibliothekstier vor allem, weil sie als pflegeleicht und leise gelten und so die notwendige Ruhe in einer Bibliothek nicht stören. Sie sollen über ihre Aufgabe als Mäusefänger hinaus für eine entspannte Atmosphäre sorgen und sowohl die Bibliothekare als auch die Leser vom alltäglichen Stress ablenken. Allerdings haben Tierschutzorganisationen Bedenken. Katzen wurden aus Bibliotheken auch wieder entfernt, weil es Beschwerden wegen allergischer Reaktionen gab. Auch das Zusammentreffen von Bibliothekskatzen mit anderen Tieren birgt Risiken; so wurde etwa gegen die Stadt Escondido in Kalifornien ein Prozess angestrengt, weil die Bibliothekskatze namens L. C. einen Assistenzhund angegriffen hatte. L. C. wurde daraufhin vorzeitig in den Ruhestand versetzt.
Bibliothekskatzen werden heutzutage auch angeschafft, um sie in den sozialen Medien zur Schau zu stellen und die Leser zu erheitern. Zahlreiche Katzen werden so zu Berühmtheiten im Internet.

## Bekannte Bibliothekskatzen

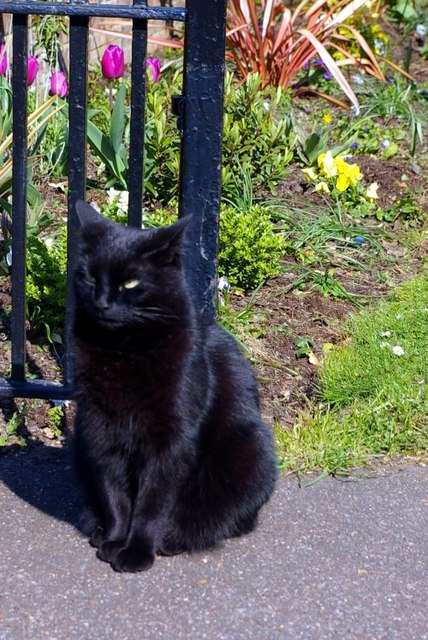
Sid, die Katze der Rock Road Library in Cambridge (2008)

Bibliothekskatzen tauchen in zahlreichen Büchern und Filmen auf, beispielsweise in Gary Romas Video Puss in Books: Adventures of a Library Cat. Etliche von ihnen erhielten Statuen vor den Einrichtungen, in denen sie lebten.
- Dewey Readmore Books gilt als berühmtester Bibliothekskater. Über diesen Kater, der über 19 Jahre Bibliothekskater der Stadtbücherei von Spencer (Iowa) war, wurden mehrere Bücher verfasst.[17]

- In der Herzog August Bibliothek in Wolfenbüttel lebt seit mindestens 2018 die Bibliothekskatze Linus.[18]
- Gingerboi lebt auf dem Campus des Deutschen Literaturarchiv Marbach.

- Findus lebte von 2015 bis 2023 in der Stadtbibliothek Perleberg.[19]
- Poldi lebt in einem Buchladen unweit von Rialto.[20]

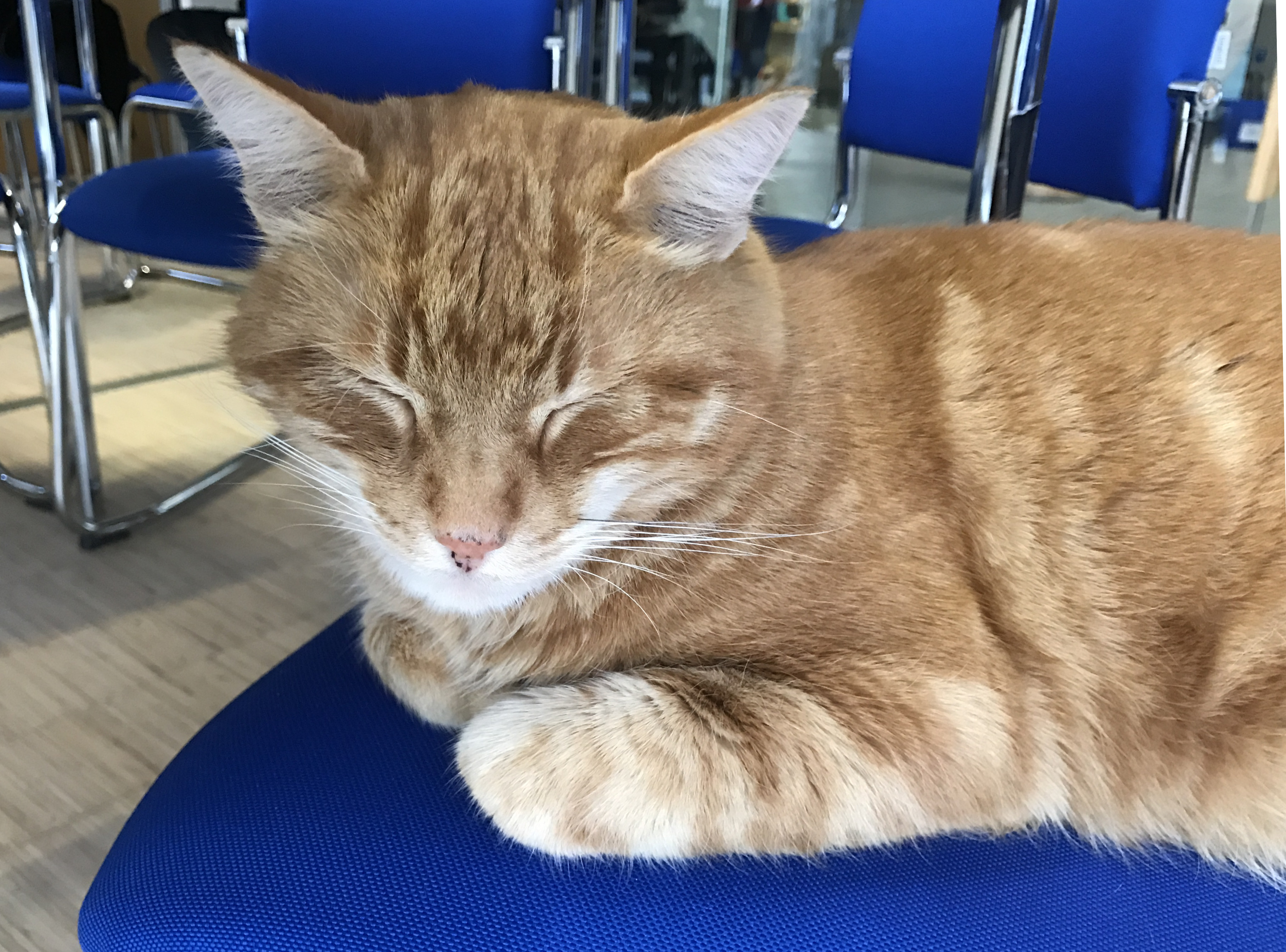
Die Campus Cat an der Universität Augsburg schläft in einem Nebenraum der Bibliothek

- Leon lebt seit 2009 auf dem Universitätsgelände von Augsburg und wird auch Campus Cat genannt.

- Ferdinand lebt in der Mediothek des Gymnasiums Thun.[21]

- 2008 wurde vom Kater Sammy (oder Little Sam) berichtet, der in der Bibliothek der Universität Konstanz gewohnt hat.[22]

- Browser lebte 2010 in einer Bücherei in White Settlement (Texas).[23] In Minnesota (2018) lebte eine schwarze Bibliothekskatze, die ebenso Browser hieß.[24]

- Pumkin lebte in der Camden Public Library.[25]